# MOVE (Kommandozeilenbefehl)
MOVE ist ein DOS-Kommandozeilenbefehl zum Verschieben von Dateien. Er wurde 1991 in DR DOS 6.0 eingeführt und ist ab 1993 auch in MS-DOS 6.0 und PC DOS 6.1 enthalten.

## Funktion
In DR DOS ist der Befehl MOVE als internes Kommando ausgeführt. In MS-DOS 6.0 und PC DOS 6.1 wird MOVE.EXE als externes Kommando mitgeliefert. Beide Kommandos (intern und extern) sind in etwa funktionsgleich.
Auf der Befehlseingabeaufforderung des Kommandozeileninterpreters von DOS, COMMAND.COM, konnten Dateien zuvor nur verschoben werden, indem sie kopiert und anschließend die Ursprungsdateien gelöscht wurden. Der MOVE-Befehl kann zudem auch Verzeichnisse verschieben oder umbenennen. (Mit REN können keine Verzeichnisse umbenannt werden.)
Der Befehl ist auch in Windows-NT-basierten Betriebssystemen im DOS-Fenster von cmd.exe vorhanden, sowie in einigen mit MS-DOS kompatiblen DOS-Varianten wie FreeDOS.